# Cristià de Brandenburg-Bayreuth
|  | Per a altres significats, vegeu «Cristià II de Brandenburg-Bayreuth». |

Cristià de Brandenburg-Bayreuth —en alemany Christian von Brandenburg-Bayreuth— (Cölln, actualment un barri del centre històric de Berlín, 30 de gener de 1581 - Bayreuth, 30 de maig de 1655) era un noble alemany de la Casa de Hohenzollern, fill de l'elector de Brandenburg Joan Jordi (1525-1598) i de la seva tercera esposa Elisabet d'Anhalt-Zerbst (1563-1607).
Havent mort sense descendència Jordi Frederic de Brandenburg-Ansbach el 25 d'abril de 1603, Cristià esdevingué marcgravi de Brandenburg-Kulmbach. El mateix any, el seu germà petit, Joaquim Ernest heretà el principat de Brandenburg-Ansbach. Així, Cristià establí el seu govern a la ciutat de Kulmbach i la seva residència al castell de Plassenburg. El 1604, deixà aquesta fortalesa i s'instal·là a Bayreuth. Des d'aleshores, el principat de Brandenburg-Kulmbach va perdre el seu nom i va passar a denominar-se Brandenburg-Bayreuth, per raó de ser la seva capital.
El 1606, va ser nomenat comandant en cap de les tropes de la Francònia. Cristià va ser un dels fundadors de la Unió Protestant, i durant la Guerra dels Trenta Anys es va aliar amb Suècia, motiu pel qual l'emperador Ferran II va mirar de desposseir-lo del govern, sense aconseguir-ho, el 1635.

## Matrimoni i fills
El 29 d'abril de 1604, es va casar amb Maria de Prússia (1579-1649), filla d'Albert Frederic de Prússia (1553-1618) i de Maria Elionor de Jülich-Kleve-Berg (1550-1608). El matrimoni va tenir nou fills:
- Elisabet, nascuda i morta el 1606.
- Jordi Frederic, nascut i mort el 1608.
- Anna Maria (1609-1680), casada amb Joan Antoni d'Eggenberg (1610-1649).
- Agnès, nascuda i morta el 1611.
- Magdalena (1612-1687), casada amb Joan Jordi II de Saxònia (1613-1680).
- Ernest Cristià (1613-1614).
- Erdemann August (1615-1651), casat amb Sofia de Brandenburg-Ansbach (1614-1646).
- Jordi Albert de Brandenburg-Bayreuth (1619-1686), casat primer amb Maria Elisabet de Schleswig-Holstein-Sonderburg-Glücksburg (1628-1664), i després amb Sofia Maria de Solms-Baruth (1626-1688).
- Frederic Guillem, nascut i mort el 1620.